# Harish Raghavan

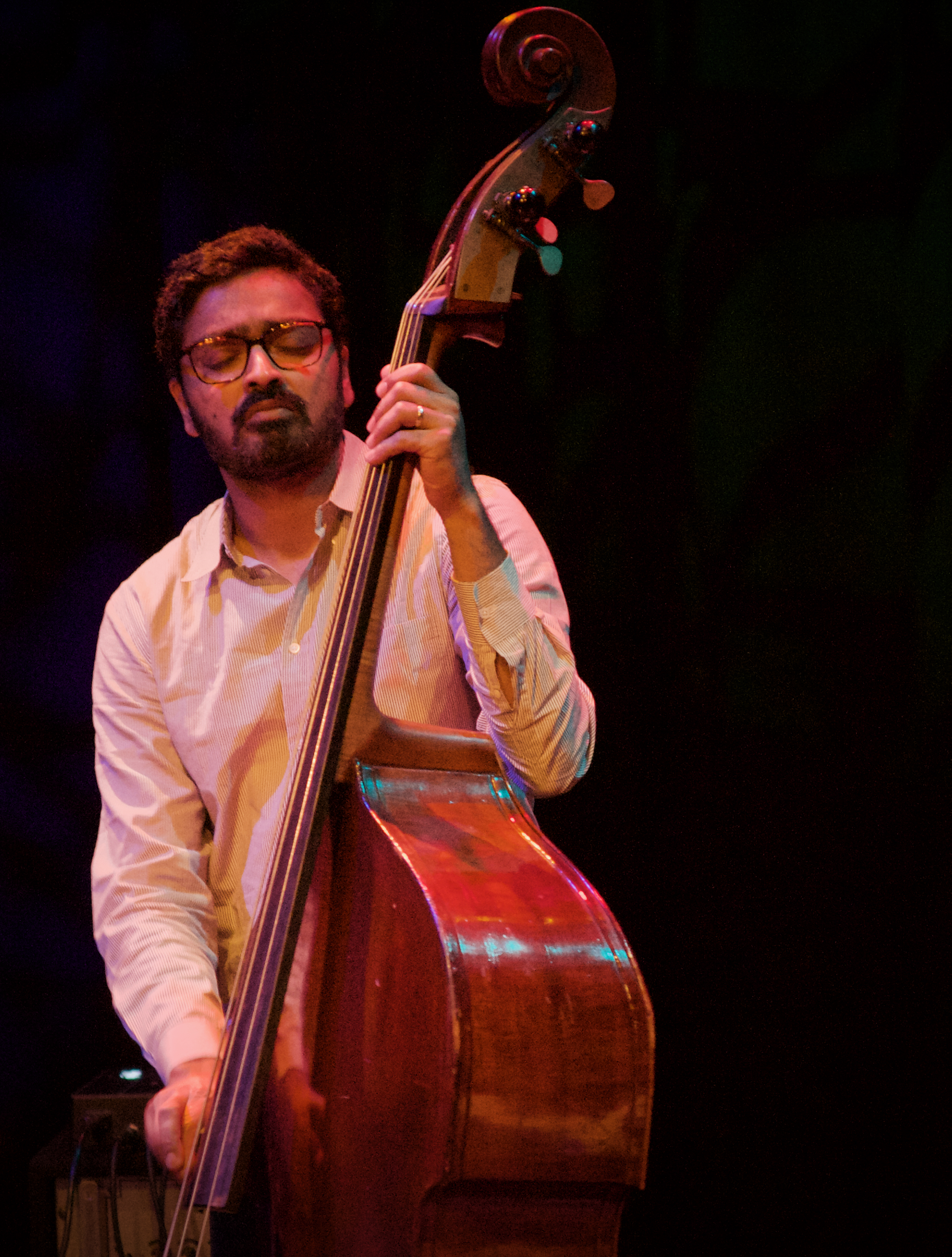
Harish Raghavan (2017)

Harish Raghavan  (* 19. Mai 1982 in Northbrook, Illinois) ist ein US-amerikanischer Musiker (Kontrabass) des Modern Jazz.

## Leben und Wirken
Raghavan, der sich bereits als Zehnjähriger für Jazz interessierte, orientierte sich zunächst an seinem Bruder und spielte E-Bass, bevor er zum Kontrabass wechselte. Er begann seine Karriere als Musiker Anfang der 2000er-Jahre in Los Angeles, nachdem er sein Studium an der University of Southern California aufgenommen hatte. Dort erhielt er Unterricht bei John Clayton und Robert Hurst.
Schon früh begleitete Raghavan in Kalifornien Musiker wie Gilbert Castellanos, mit dem erste Aufnahmen entstanden (Underground There, 2005), ferner Taylor Eigsti (Let It Come to) und Eric Harland. 2007 zog er nach New York City, wo er mit Becca Stevens, im Trio ACT (mit Ben Wendel und Nate Wood) arbeitete, außerdem mit Dayna Stephens, Logan Richardson, Walter Smith III (In Common, 2015), Kurt Elling, Philip Dizack und mit Ambrose Akinmusire, zu hören auf den Alben When the Heart Emerges Glistening und The Imagined Savior Is Far Easier to Paint. Gegenwärtig (2019) lebt er in Brooklyn und spielt in den Bands von John Escreet sowie Philip Dizack. Weiterhin arbeitete er auch mit Charles Lloyd und Vijay Iyer. Im Bereich des Jazz war er zwischen 2005 und 2019 an 21 Aufnahmesessions beteiligt (u. a. auch mit Sara Leib, John Nazarenko, Elif Çaglar, Klemens Marktl, Marko Churnchetz,  Joel Ross und Marquis Hill New Gospel Revisited, 2022). 2019 legte er sein Debütalbum Calls for Action (Whirlwind Recordings) vor, gefolgt von In Tense (Whirlwind, 2023), eingespielt mit Joel Ross, Charles Altura und Eric Harland.
Weiterhin trat er im Quintett mit Steve Lehman (Altsaxophon), Charles Altura (Gitarre), John Escreet (Piano) und Kendrick Scott (Schlagzeug) auf. Zu hören ist er u. a. auch auf Travis Reuters Album Quintet Music und Tyshawn Soreys The Susceptible Now (2024).